# Turbo petholatus
Turbo petholatus (nomeada, em inglêsː tapestry turban; na tradução para o português significando "turbante de tapeçaria"; mas também denominada, em inglêsː cat's eye shell; na tradução para o português significando "concha do olho de gato", em uma alusão à coloração de seu opérculo) é uma espécie de molusco gastrópode marinho costeiro pertencente à família Turbinidae da subclasse Vetigastropoda. Foi classificada por Carolus Linnaeus, em 1758, na sua obra Systema Naturae; considerada a espécie-tipo do gênero Turbo. O caramujo Turbo petholatus é uma concha sempre popular em coleções, encontrada, em seu habitat natural, nas áreas de recifes rasos da zona entremarés até os 40 metros de profundidade.

## Descrição da concha e do animal
Sua concha é grossa, brilhante e completamente lisa, apesar de um leve padrão estriado, gerado por suas linhas de crescimento; atingindo até os 10 centímetros (geralmente entre 6 a 8 centímetros) e apresentando um padrão de coloração extremamente variável, podendo apresentar listras mais claras ou faixas mais escuras em tons de vermelho, verde, marrom, amarelo e cinza, muito variáveis. Sua espiral é moderadamente alta e seu ápice é pontudo. Sua abertura é bem arredondada, sem canal sifonal, e tem uma borda afiada em seu lábio externo. Não existe umbílico em sua base e frequentemente sua columela e lábio externo apresentam tonalidade amarela ou amarelo-esverdeada, com o interior da abertura branco, sem nácar. Seu corpo é preto, com um pé laranja brilhante, e dotado de um par de tentáculos delgados.

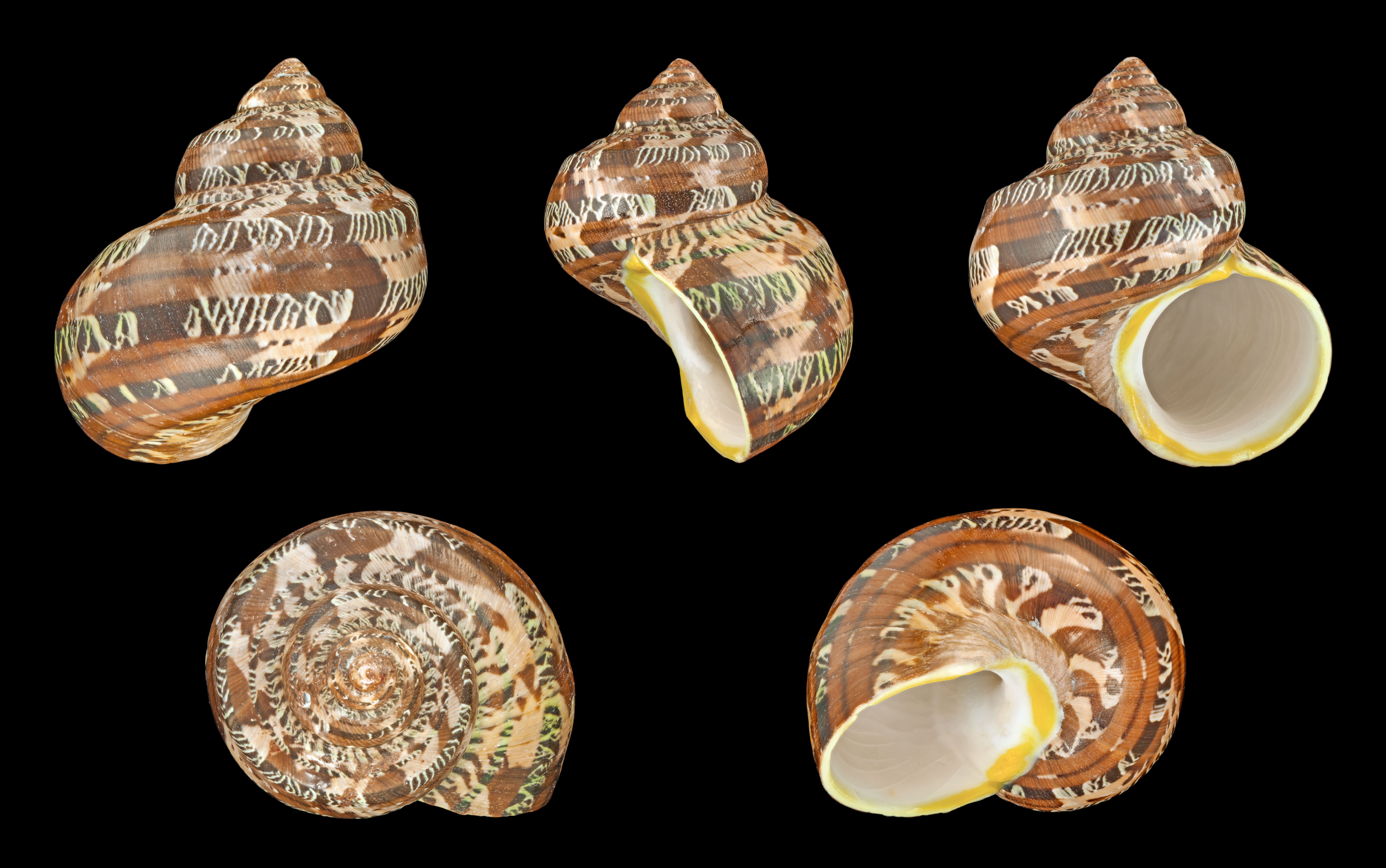
Cinco vistas da concha de T. petholatus; espécime do Vietnã. Variação de coloração marrom.
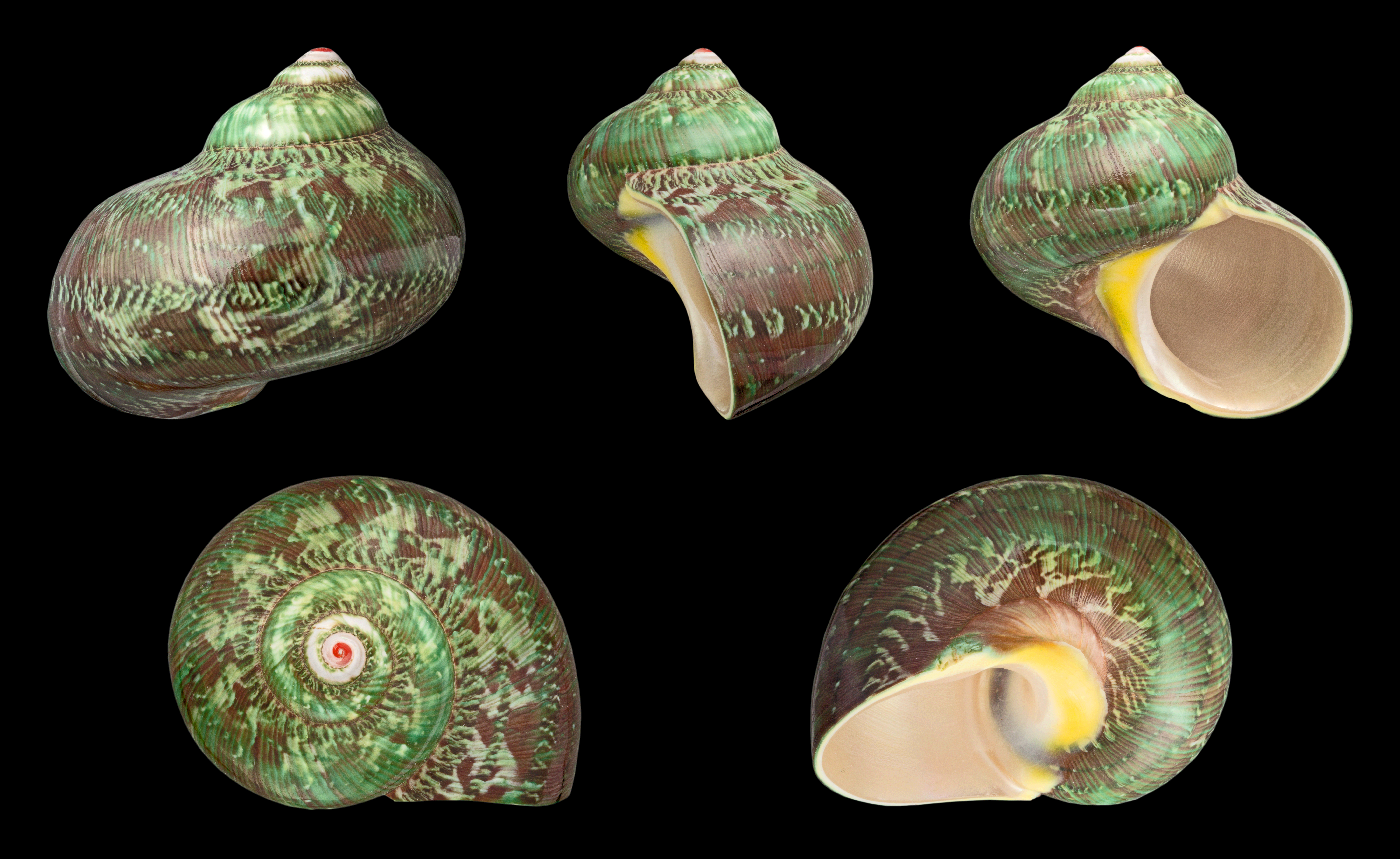
Cinco vistas da concha de T. petholatus; espécime das Filipinas. Variação de coloração verde.

## O opérculo deTurbo petholatus
O opérculo da espécie Turbo petholatus recebe a denominação de cat's eye e apresenta uma estrutura calcária, grossa e polida, com uma superfície abobadada com brilho semelhante ao da porcelana, lustroso, em tons de amarelo, marrom e verde, em sua área central e circular; utilizado em joalheria para a confecção de colares, brincos, braceletes ou pulseiras. Estas joias já existiam desde a era vitoriana. Visto por trás, do lado oposto ao seu lado polido, ele apresenta uma estrutura espiralada. Na Nova Zelândia é o opérculo de Lunella smaragda (originalmente nomeada Turbo smaragdus Gmelin, 1791) que recebe o nome cat’s eye.

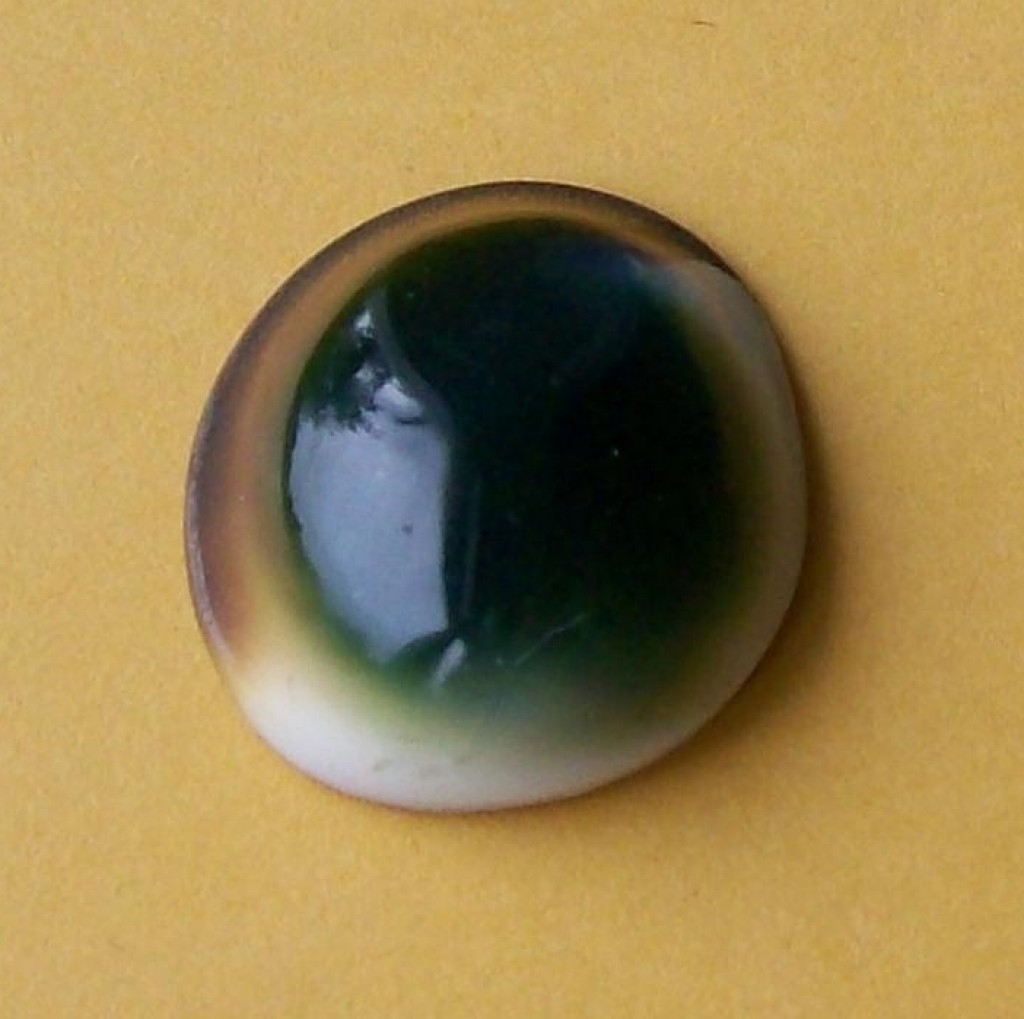
O opérculo de T. petholatus recebe a denominação de cat's eye e apresenta uma estrutura calcária, grossa e polida, com uma superfície abobadada com brilho semelhante ao da porcelana, lustroso, em tons de amarelo, marrom e verde em sua área central e circular.
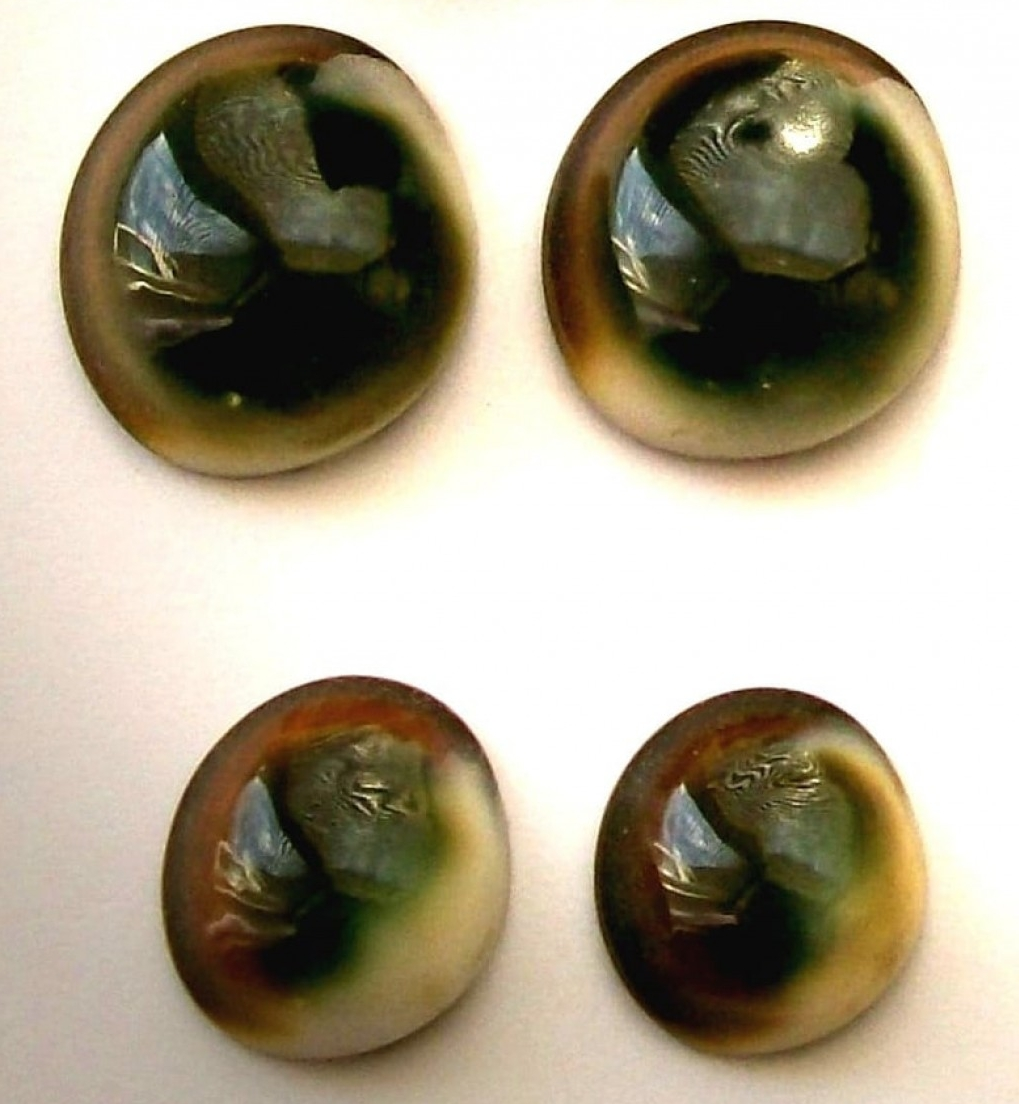
O opérculo de T. petholatus recebe a denominação de cat's eye e apresenta uma estrutura calcária, grossa e polida, com uma superfície abobadada com brilho semelhante ao da porcelana, lustroso, em tons de amarelo, marrom e verde em sua área central e circular.

## Distribuição geográfica
Turbo petholatus habita águas tropicais do oeste do oceano Pacífico até a África Oriental; incluindo Madagáscar, Maurícia, mar Vermelho, Sudeste Asiático, Papua-Nova Guiné, Queensland (no nordeste da Austrália) e Melanésia.

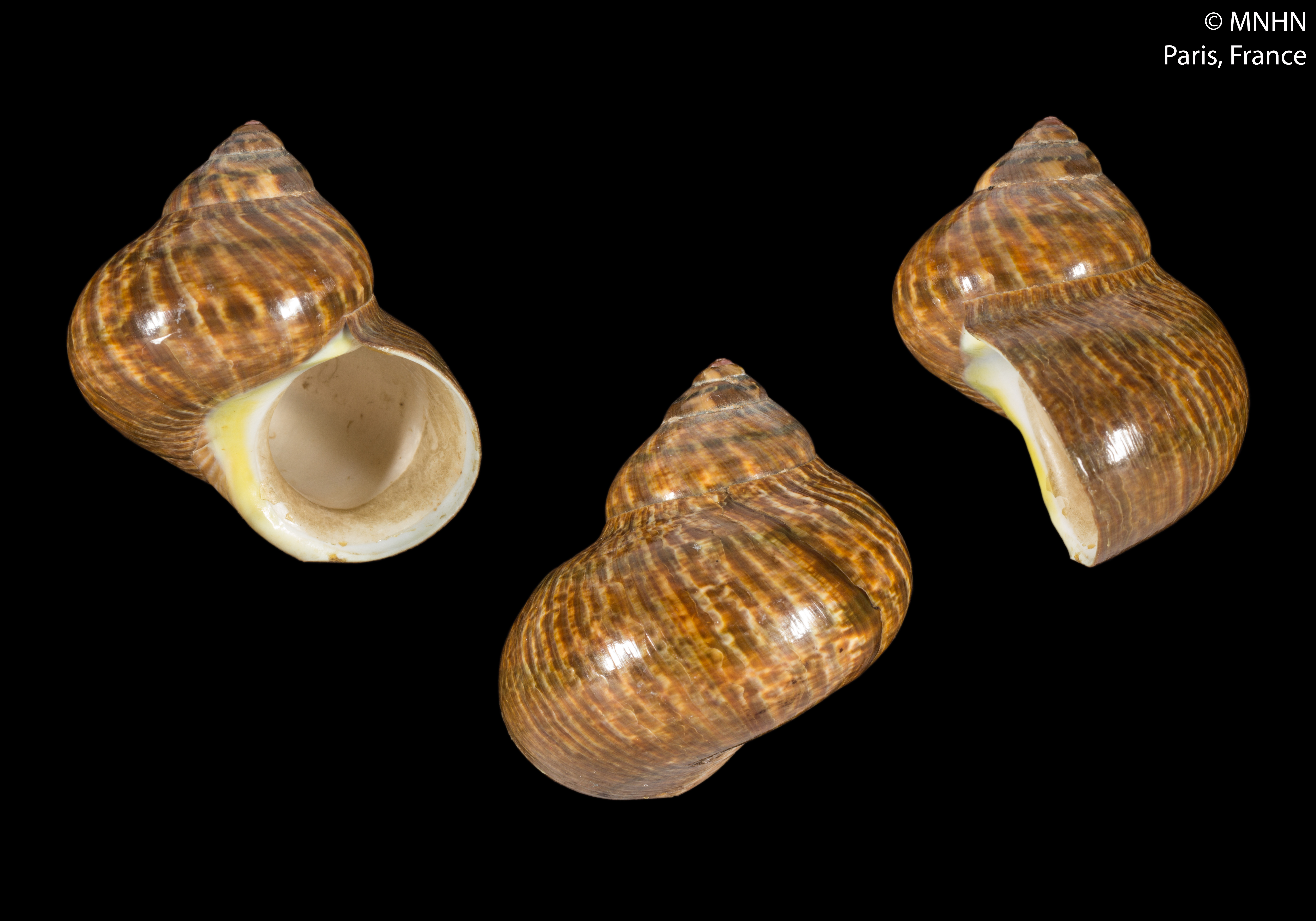
Estes espécimes de T. petholatus receberam o nome de Turbo euthymi por Jousseaume e estão na coleção do Museu Nacional de História Natural da França; sua coleta foi na Nova Caledônia.
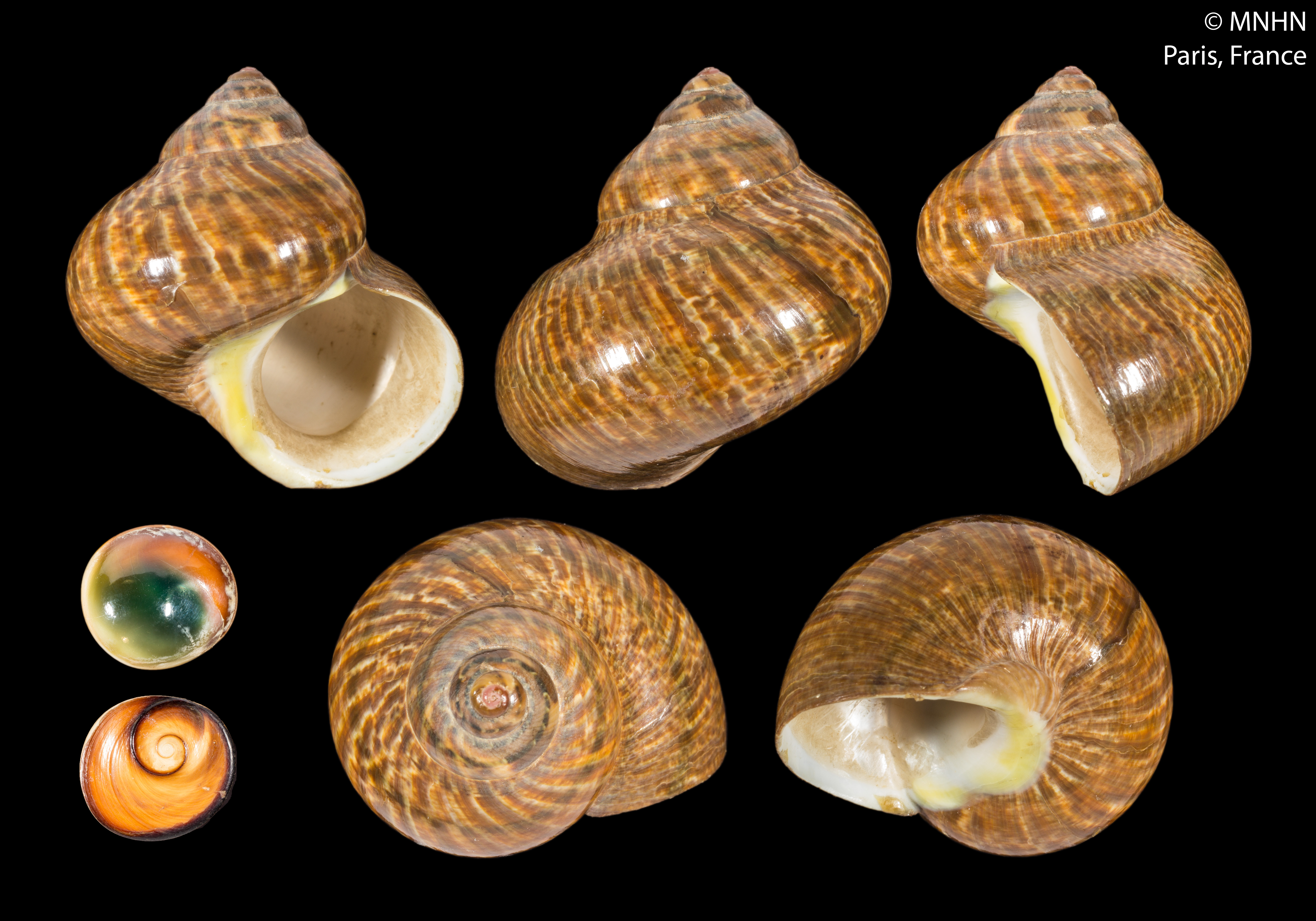
Estes espécimes de T. petholatus receberam o nome de Turbo euthymi por Jousseaume e estão na coleção do Museu Nacional de História Natural da França; sua coleta foi na Nova Caledônia.